# Institution Saint-Jean de Douai

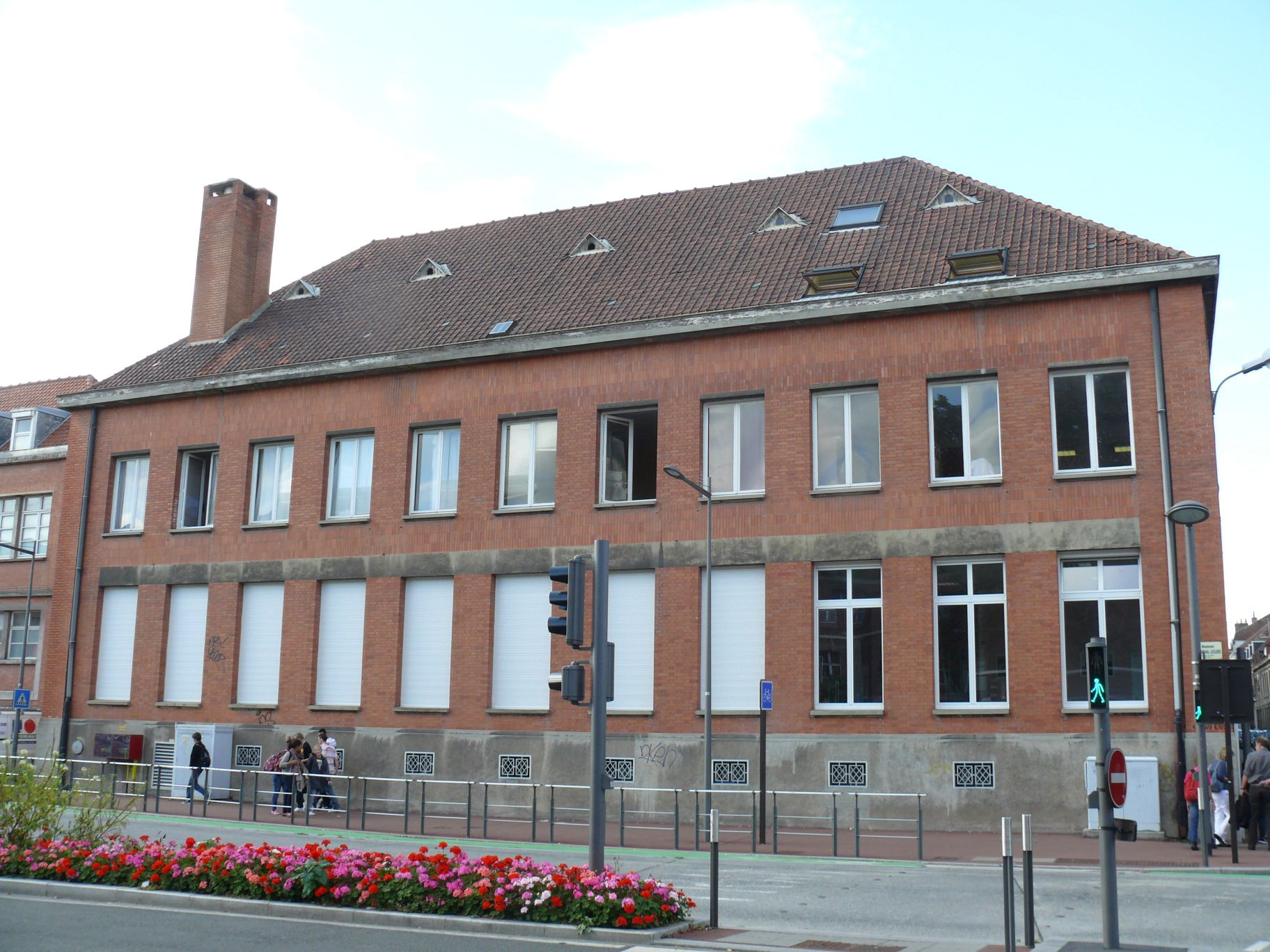
Institution Saint-Jean de Douai

Die Institution Saint-Jean de Douai mit Sitz in Douai (Hauts-de-France) ist eine private Bildungseinrichtung im Rahmen eines Assoziierungsvertrags mit dem Staat. Sie begrüßt 2000 Schüler vom Kindergarten bis zur Classe préparatoire.
Die Institution Saint-Jean wurde 1854 bei der Errichtung eines Diözesankollegs in der Rue Saint-Jean in Douai gegründet. Die Gebäude der Anstalt wurden von 1914 bis 1918 von der deutschen Wehrmacht als Lazarett genutzt. Die Anstalt wurde 1940 und 1944 bombardiert und zerstört. Der Wiederaufbau endete 1958.
Die Vorbereitungsklassen wurden 1988 von Christophe Cadet, einem ehemaligen Geschichts- und Erdkundelehrer in Saint-Jean, gegründet. Sie bereiten auf die Aufnahmeprüfungen für Wirtschaftshochschulen (École des hautes études commerciales de Paris, École supérieure des sciences économiques et commerciales, ESCP Business SchoolP, Emlyon Business School, EDHEC Business School, Audencia Nantes usw.) vor, bei denen  sie sich mit den großen Pariser Gymnasien wie Lycée Henri IV, Lycée Louis-le-Grand und „Lycée privé Sainte-Geneviève“ messen.

## Berühmte Schüler
- Norbert Heinrich Holl (* 1936), deutscher Diplomat und Schriftsteller